# Antoine-François Peyre
Pour les articles homonymes, voir Peyre.
Antoine-François Peyre (né le 5 avril 1739 à Paris où il est décédé le 6 mars 1823), dit « Peyre le jeune », est un architecte français. Il est le frère de Marie-Joseph Peyre (1730-1785), dit Peyre l'ancien, et l'oncle d'Antoine-Marie Peyre.

## Biographie
Il remporte le grand prix de l'Académie (devenu par la suite prix de Rome) en 1762, soit 11 ans après son frère. Il séjourne ainsi à l'Académie de France à Rome jusqu'en 1766. Il s'y lie d'amitié avec son confrère Antoine Joseph de Bourge dont il épouse la sœur, Sophie.
Il devient à son retour architecte des bâtiments du roi à Fontainebleau et Saint-Germain-en-Laye. Il réalise notamment dans ce dernier lieu 2 chapelles de couvents. En 1777, il est envoyé auprès de l'électeur de Trèves, Clément Wenceslas de Saxe, pour achever son château de Coblence. Retiré au château de Fontainebleau pendant la Révolution française, il y est emprisonné pendant la période de la Terreur.
Peyre, entré en 1777 à l'Académie royale d'architecture, y est également enseignant. Parmi ses élèves figuraient Charles Percier, Pierre-François-Léonard Fontaine, Antoine Vaudoyer et Louis-Pierre Baltard.
Il est élu à l'Académie des beaux-arts en 1795, à la création de celle-ci, au fauteuil no 2.

## Principales réalisations

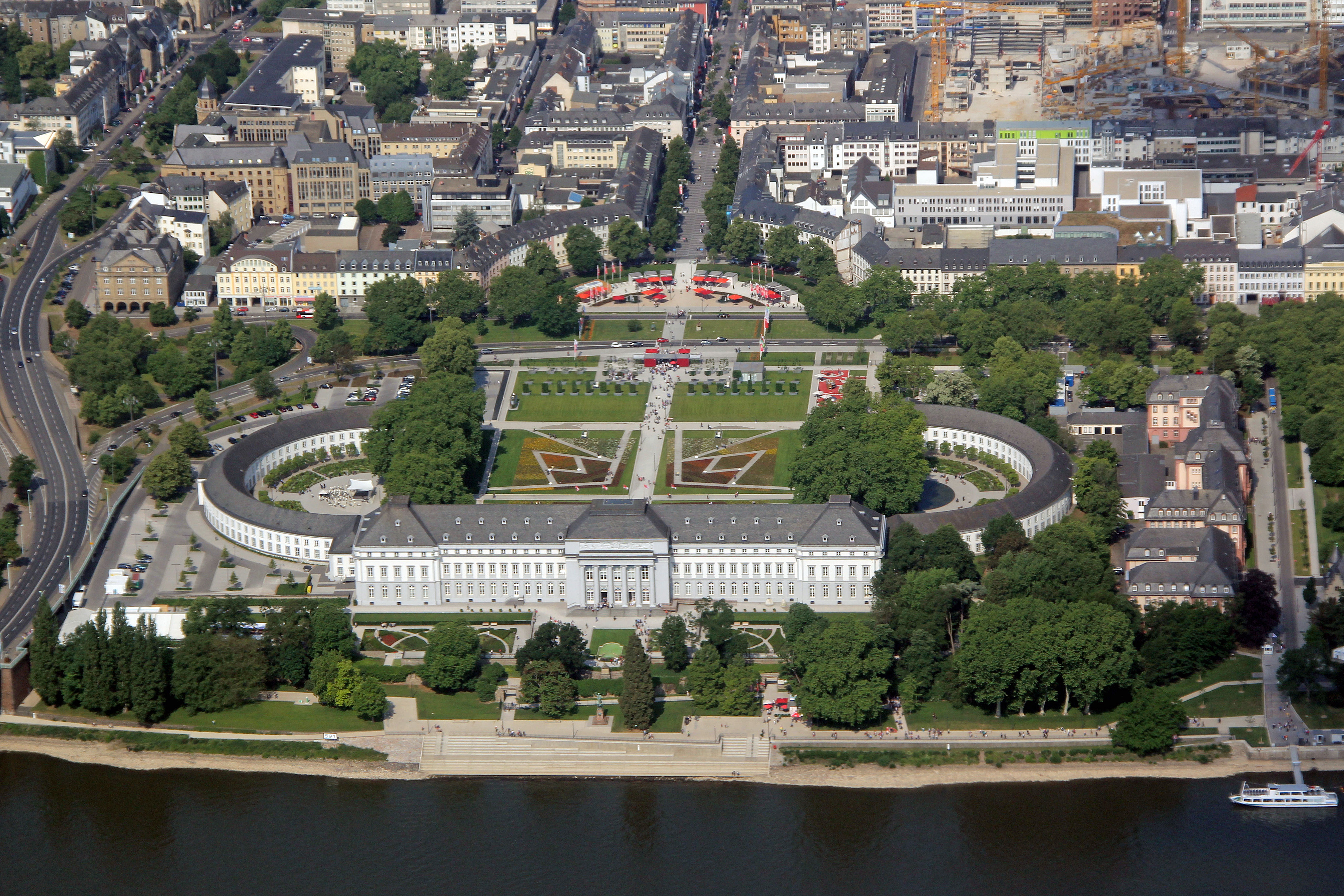
Vue aérienne du château des Princes-Électeurs de Coblence

- 1776-1783 : achèvement de l'hôtel Benoit de Sainte-Paule, 30 rue du Faubourg Poissonnière dans le 10e arrondissement de Paris
- 1777-1786 : achèvement du château des Princes-Électeurs de Coblence (commencé par Michel d'Ixnard)
- 1784 : chapelle de l'hôpital-hospice de la charité à Saint-Germain-en-Laye (détruit)[2]
- Pavillon d'Angoulême, 6 rue Giraud Teulon, à Saint-Germain-en-Laye, construit pour Louis-Charles Guy, secrétaire du comte d'Artois, ne reste que la rotonde, inscrit.
- 1786 : chapelle de l'hôtel de Soissons, pensionnat des sœurs de Saint-Thomas-de-Villeneuve à Saint-Germain-en-Laye[3]
- 1802 : à la suite de la destruction d'une aile du château d'Écouen, recréation d'une nouvelle aile et d'un portail d'entrée.
- 1804-1812 : aménagement du Palais de la Légion d'honneur dans le 7e arrondissement de Paris

## Sources
- « Peyre (Antoine-François) », dans François-Xavier de Feller, Dictionnaire historique, ou histoire abrégée de hommes qui se sont fait un nom par leur génie, leurs talens, leurs vertus, leurs erreurs or leurs crimes, depuis le commencement du monde jusqu'à nos jours, Lille, L. Lefort, 1933, 8e éd. (lire en ligne), p. 309